# Лайтхайзер, Роберт
Роберт Эммет Лайтхайзер (англ. Robert Emmet Lighthizer; род. 11 октября 1947, Аштабьюла, Огайо) — американский юрист и политик.

## Биография
В 1969 году окончил Джорджтаунский университет со степенью бакалавра искусств, в 1973 году там же получил степень доктора права. После учёбы работал юристом, долгое время представлял сталелитейную промышленность США. В 1980-х годах был заместителем торгового представителя США в администрации Рональда Рейгана.
3 января 2017 года избранный президент США Дональд Трамп выдвинул кандидатуру Лайтхайзера на должность торгового представителя США.
Как сообщает New York Times, боссы[уточнить] «ржавого пояса» имеют очень тесные связи с несколькими высокопоставленными чиновниками администрации Трампа, включая Лайтхайзера. Эти отношения, возможно, способствовали принятию правительством США решения о значительном повышении тарифов на китайский импорт.
«Главным „ястребом“ и нынешней китайской, и тогдашней японской „торговой войны“ стал один и тот же человек — Роберт Лайтхайзер (на фото), который был первым заместителем торгового представителя США в кабинете Рональда Рейгана в 1983—1985 годах и стал торговым представителем США в правительстве Дональда Трампа более чем через 30 лет, в 2017 году».